# Ökenslotten
Ökenslotten (engelska Desert Castles, arabiska qasr قصر palats eller borg och quṣayr liten palats eller borg) är beteckningen för en samling befästa byggnader i Mellanöstern. Huvuddelen av ökenslotten finns i Jordanien och några finns dessutom i Israel, Palestina och Syrien. Ett av ökenslotten är upptaget på Unescos Världsarvlista. Ökenslotten utgör några av de viktigaste bevarade exemplen på tidig islamisk konst och islamisk arkitektur.

## Byggnaderna
De flesta byggnaderna är idag ruiner där några dock genomgår restaureringar. Quseir Amra är upptagen på Unescos lista över världsarv och ytterligare några av byggnaderna är uppsatta på Unescos lista över tentativa världsarv.
Bland de bäst bevarade kan nämnas:
| byggnad                | land      | område              | läge                       |
| ---------------------- | --------- | ------------------- | -------------------------- |
| Quseir Amra            | Jordanien | provinsen az-Zarqa  | 85 km öster om Amman       |
| Qasr Azraq             | Jordanien | provinsen az-Zarqa  | 100 km öster om Amman      |
| Qasr Hallabat          | Jordanien | provinsen az-Zarqa  | 55 km nordöst om Amman     |
| Qasr Hammam Assarah    | Jordanien | provinsen az-Zarqa  | 55 km nordöst om Amman     |
| Qasr al-Hayrach-Charqi | Syrien    | provinsen Homs      | 120 km nordöst om Palmyra  |
| Qasr al-Hayrach-Gharbi | Syrien    | provinsen Homs      | 80 km sydväst om Palmyra   |
| Qasr Hisham            | Palestina | provins Jeriko      | 5 km norr om Jeriko        |
| Qasr Kharana           | Jordanien | Huvudstadsprovinsen | 55 km sydöst om Amman      |
| Qasr Minya             | Israel    | Norra distriktet    | 150 km nordöst om Tel Aviv |
| Qasr Mushatta          | Jordanien | Huvudstadsprovinsen | 35 km sydöst om Amman      |
| Qasr Muwaqqar          | Jordanien | Huvudstadsprovinsen | 30 km sydöst om Amman      |
| Qasr Qastal            | Jordanien | Huvudstadsprovinsen | 25 km söder om Amman       |
| Qasr Tuba              | Jordanien | Huvudstadsprovinsen | 95 km sydöst om Amman      |

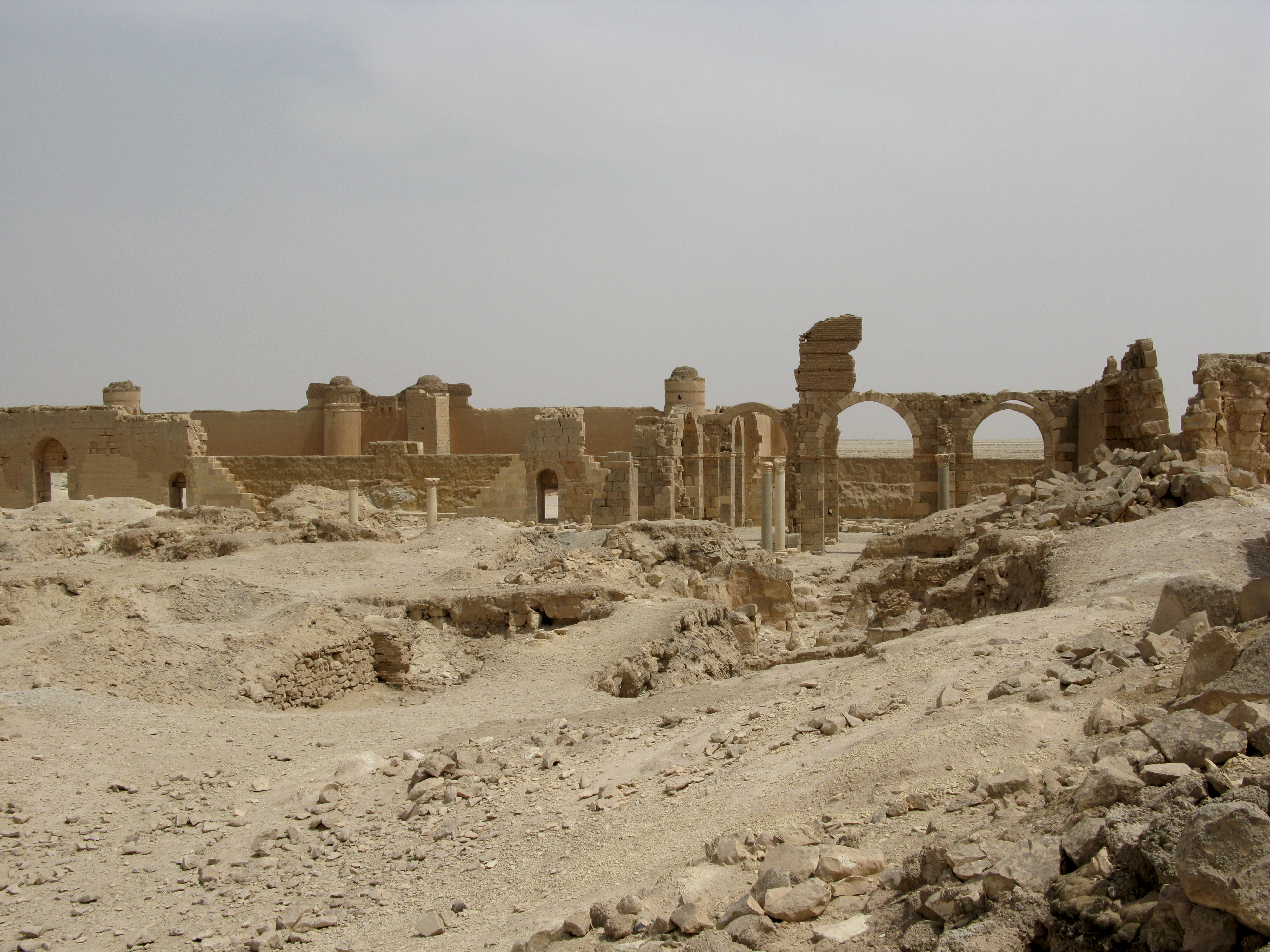
Qasr al-Hayrach-Charqi
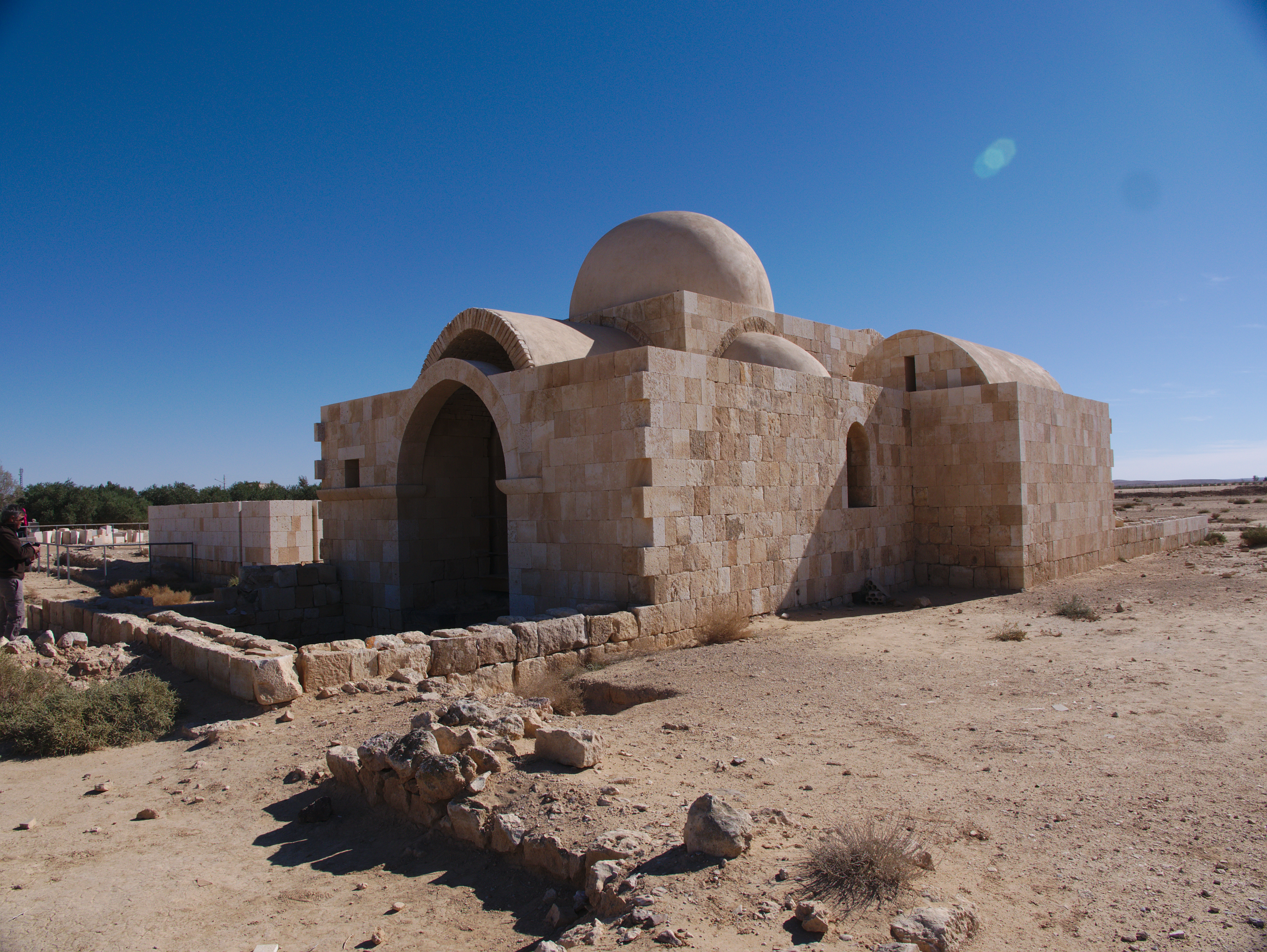
Qasr Hammam Assarah
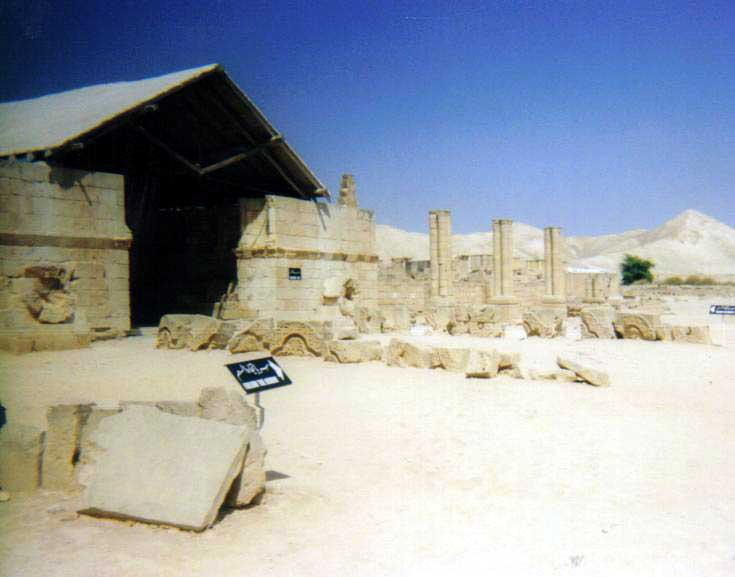
Qasr Hisham
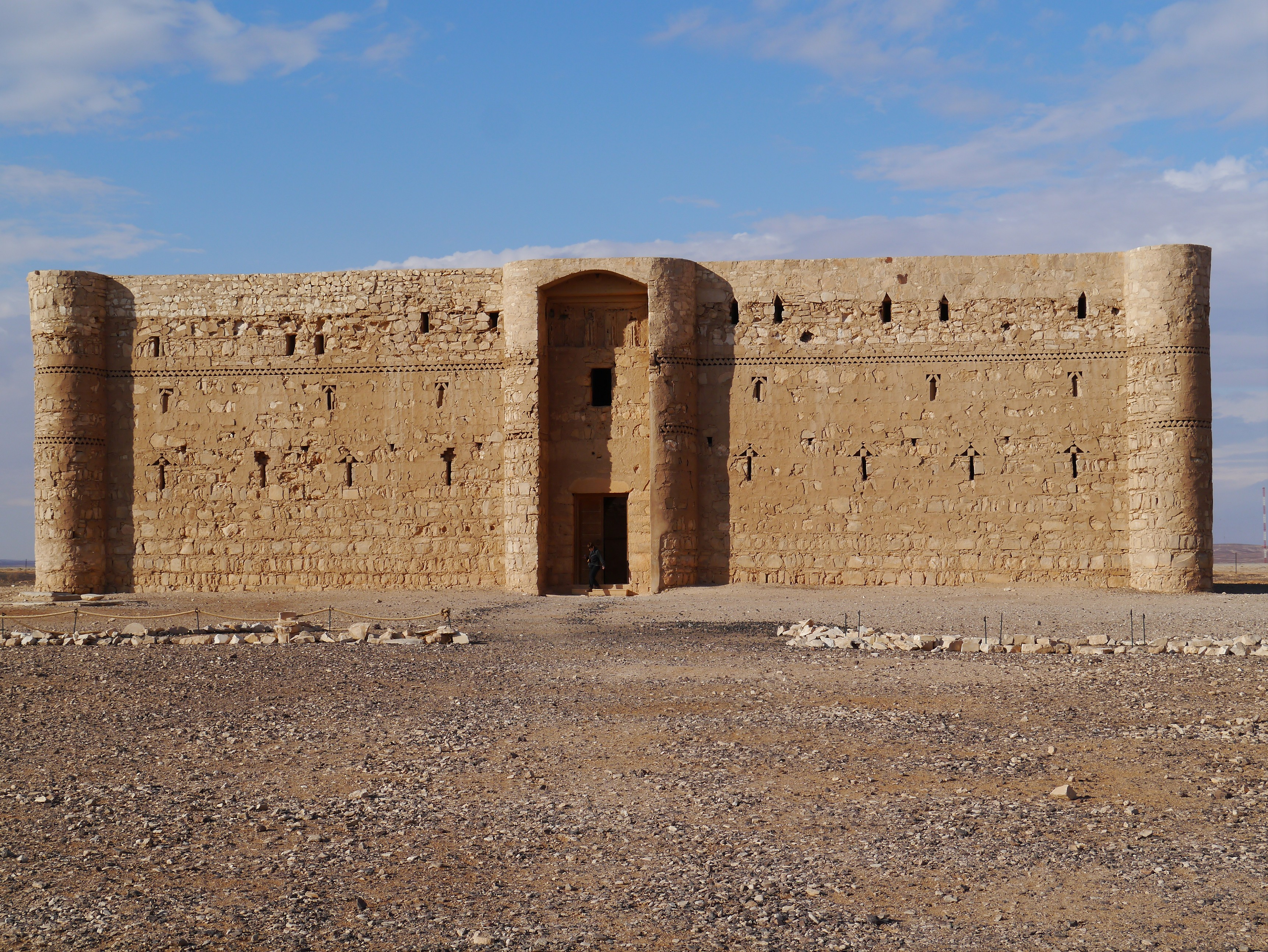
Qasr Kharana
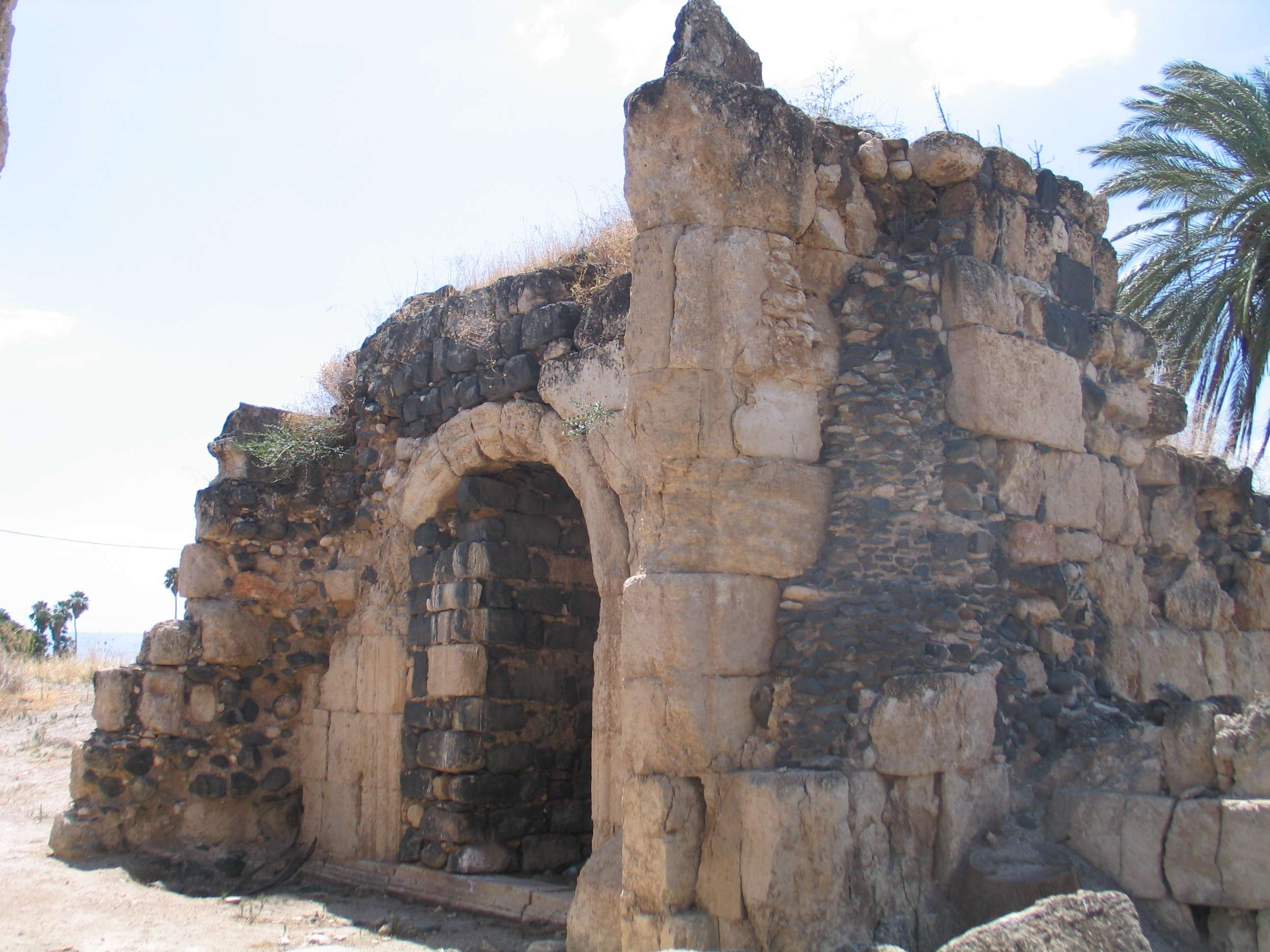
Qasr al-Minya
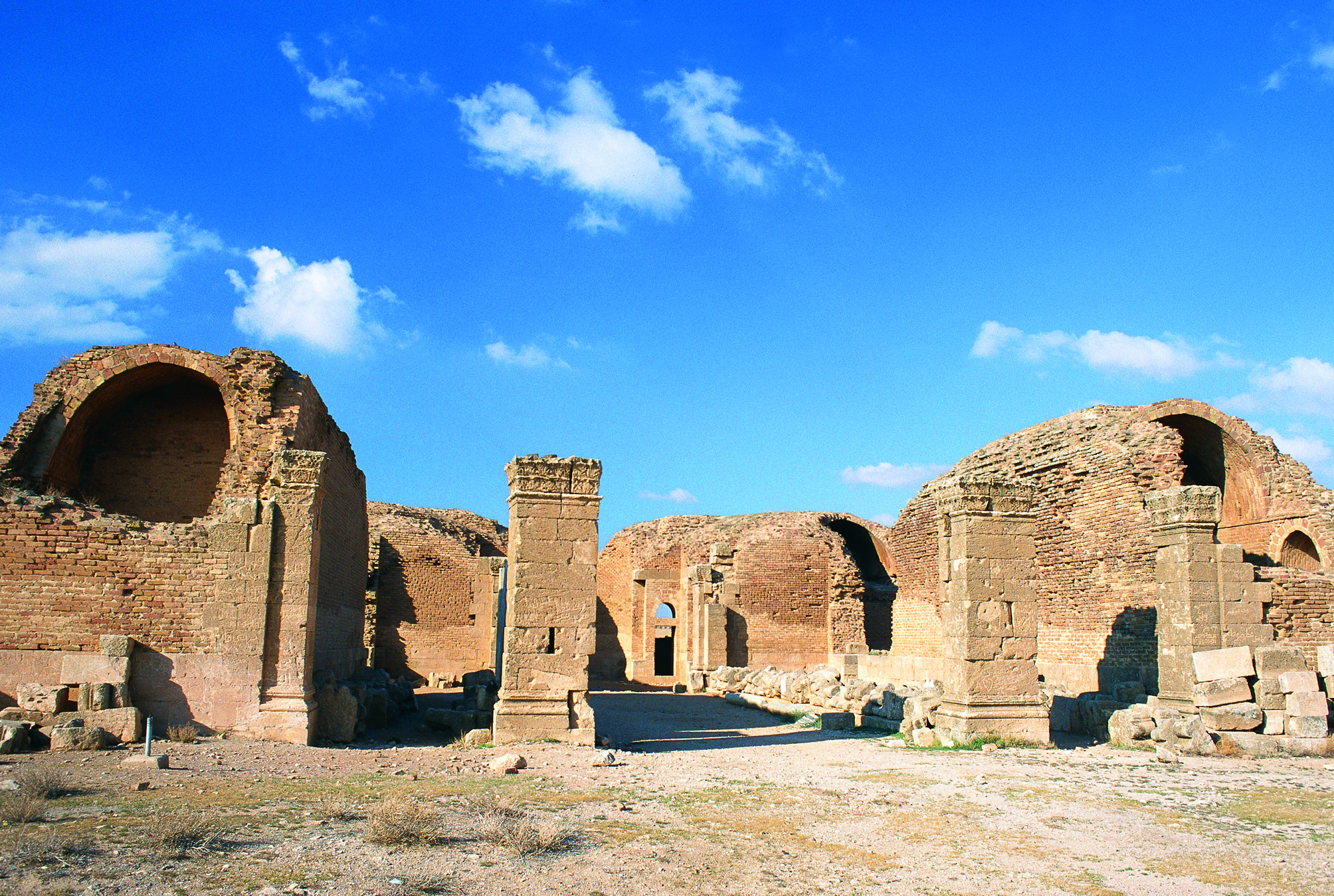
Qasr Mushatta

## Historia
De nuvarande Ökenslotten byggdes kring 661- till 750-talet under Umayyadernas kalifer efter att de utsåg Damaskus år 661 till ny huvudstad. De flesta byggnaderna ligger längs karavanvägarna mot Medina och Kufa. De är delvis nybyggda och delvis ombyggnationer av äldre befästa läger med ursprung från Romarriket och från Nabatéerriket.
Platsernas användning är än idag lite oklar men antas bland annat vara så kallade badiyas (lantställe) för umayydernas kungligheter, karavanserajer (övernattningsplats för karavaner), lokala hamamer (badhus), samlingsplats för lokala beduiner och samlingshus i större jordbruksområden (då nästan alla platser har olika former av konstgjorda vattenförsörjningar).